# Why Girls Say No

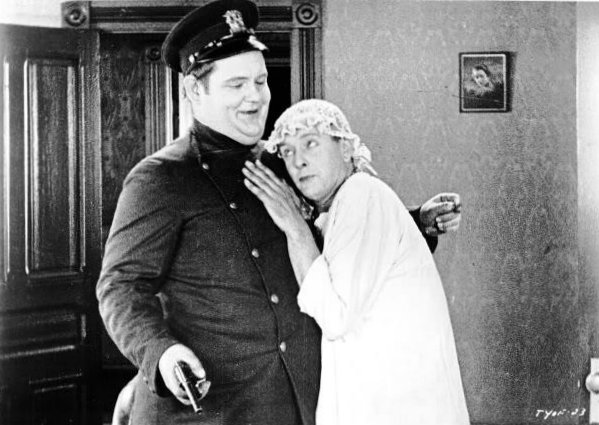
Uma cena do filme "Why Girls Say No"

Why Girls Say No é um filme de comédia mudo produzido nos Estados Unidos e lançado em 1927.